# Célèbes
Célèbes (en indonésien : Sulawesi) est une île du Nord de l'Indonésie située à environ 240 km à l'est de Bornéo, à 430 km au sud de Mindanao (Philippines), à 360 km à l'ouest de l'île de Buru (archipel indonésien des Moluques), à 290 km au nord de Florès et à 600 km à l'est-nord-est de Java. Avec une superficie de 189 035 km2, elle est par sa taille la quatrième île du pays mais sa population ne représente que 7 % du total national. Le relief, très accidenté, est principalement recouvert de forêt tropicale. Le point culminant de l'île est le mont Rantemario avec 3 478 m d'altitude.

## Toponymie
Sulawesi est le nom indonésien moderne du français « Célèbes ». Ce nom signifie « trident de fer » (sula, du sanskrit trisula, « trident », l'un des attributs du dieu Shiva, et wesi ou besi, « fer »), à cause de la forme caractéristique de l'île, sorte de « K » dont la branche supérieure s'incurve vers l'est. On l’attribue à de jeunes nationalistes de Célèbes du Sud venus faire des études à Java à l’époque coloniale. La forme de l'île est connue des Européens depuis au moins le XVIIIe siècle, comme l'atteste une carte dessinée par le graveur hollandais Jacobus van der Schley, intitulée des Isles Philippines Celebes et Moluques et publiée en 1747.

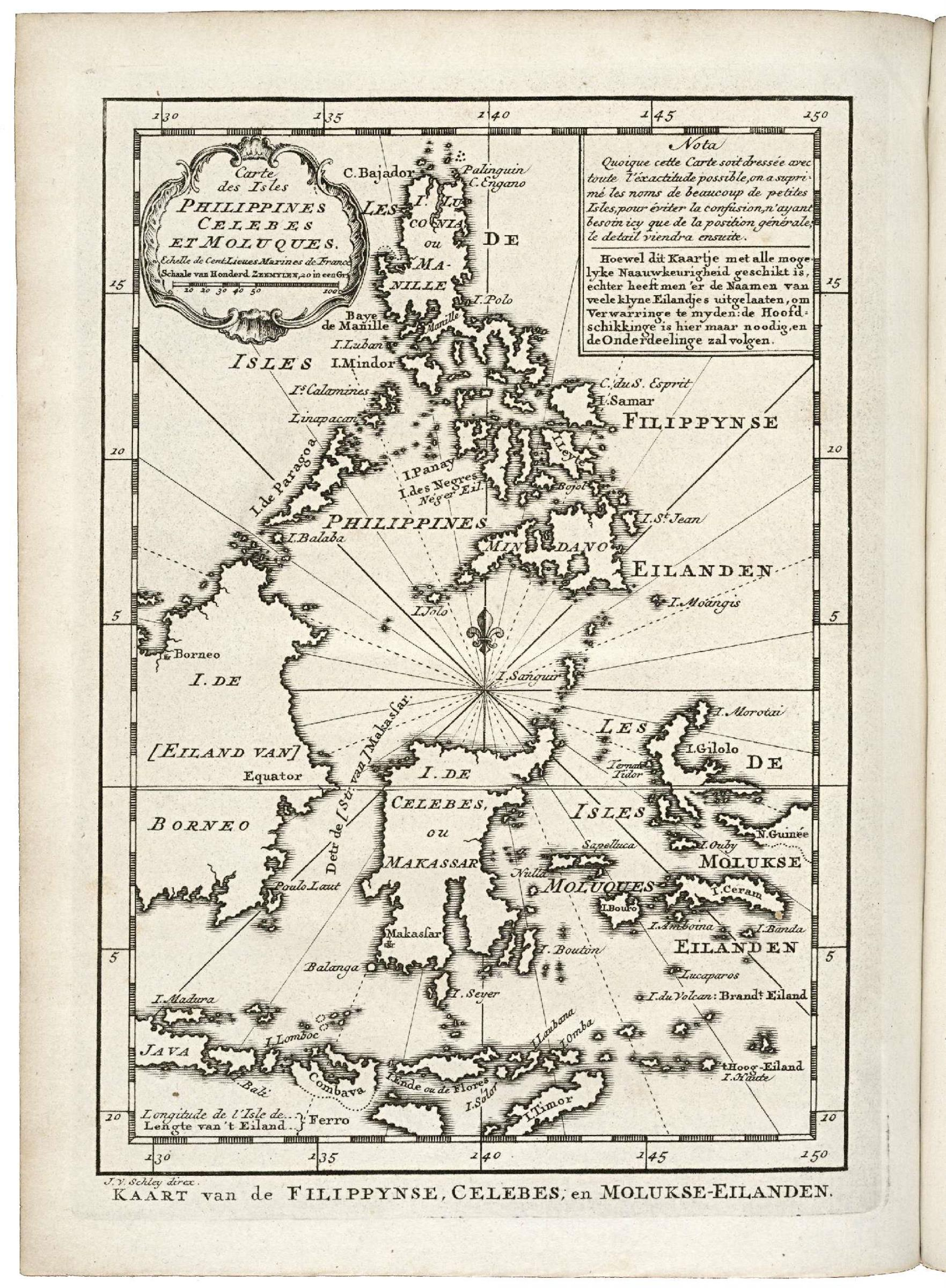
Carte de Célèbes dessinée par Jacobus van der Schley et publiée en 1747.

Une autre étymologie dit que sula veut dire « île » : Sulawesi veut donc dire « île du fer ». Depuis longtemps en effet, Célèbes est connue pour ses gisements de fer, peu nombreux dans l'archipel indonésien. Les Javanais du royaume de Majapahit au XIVe siècle, appréciaient le fer à haute teneur de nickel en provenance du royaume de Luwu dans le sud de Célèbes. Une autre source du métal étaient les mines du pays seko, également situées dans le sud de l'île.
Bien que le nom de « Célèbes » se termine par un « s » et provienne d'un pluriel en portugais, il désigne une île. Ce nom doit être traité sans article (comme Cuba ou Malte) et doit être considéré comme un singulier comme dans « mer de Célèbes ». Le nom de « Celebes » apparaît pour la première fois sous la plume de Tomé Pires, un apothicaire portugais qui vécut à Malacca de 1512 à 1515. À l'origine, ce nom ne désignait que la pointe nord de l'île, « Punta de Celebres », et apparaît pour la première fois sur une carte de 1524.

## Géographie

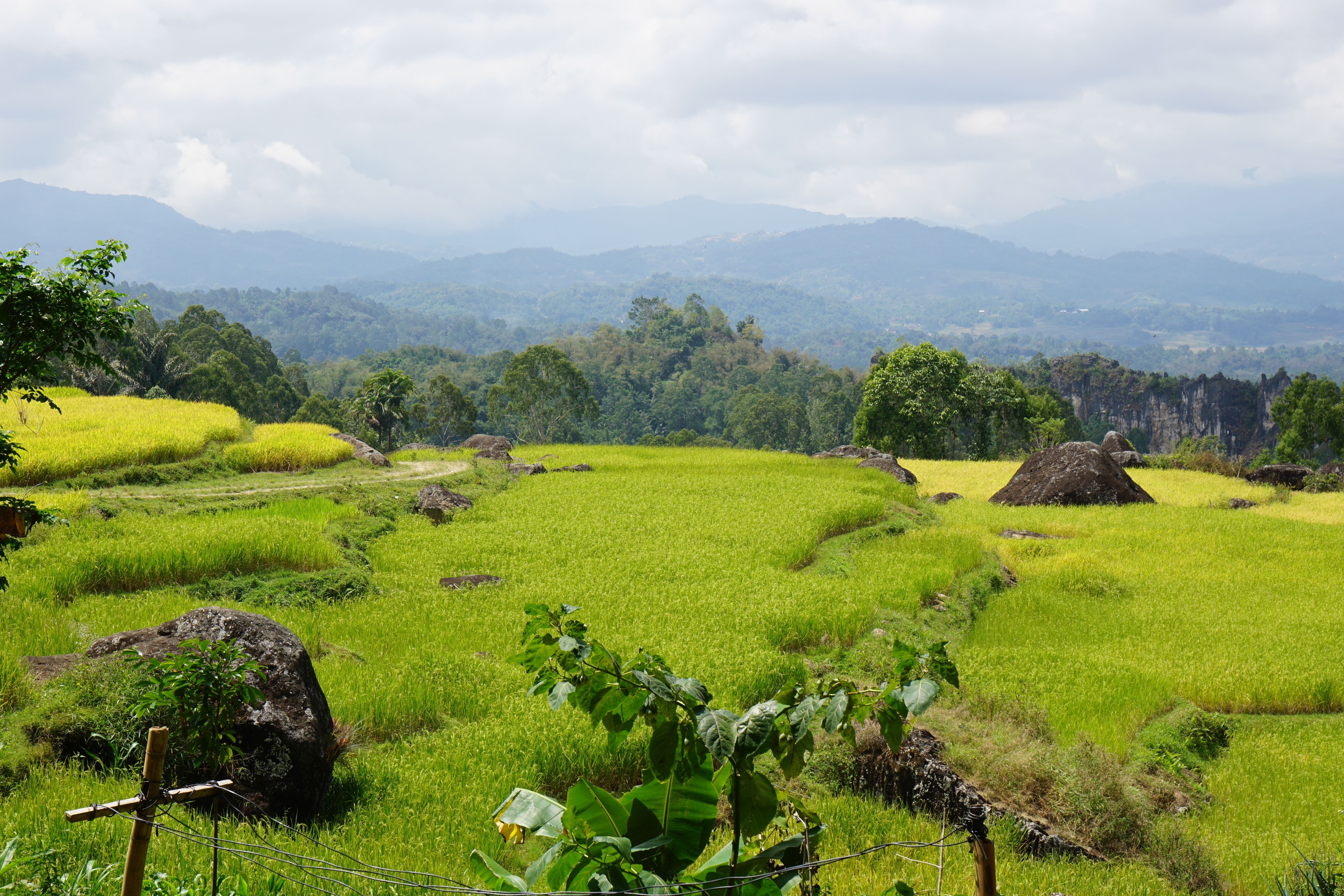
Champ avec des rochers volcaniques.

Célèbes est avec 189 035 km2 la onzième île du monde et la quatrième d'Indonésie. Située dans le nord du pays, elle est entourée par Bornéo à l'ouest, les Philippines au nord, Maluku à l'est et Florès et Timor au sud. Sa forme caractéristique comporte quatre grandes péninsules : la péninsule de Minahasa au nord, la péninsule orientale, la péninsule méridionale et la péninsule du sud-est. Le centre de l'île est formé de montagnes escarpées, de sorte que les péninsules ont eu traditionnellement peu de rapports, les transports étant plus faciles par voie maritime que terrestre. Il existe trois grandes baies : le golfe de Tomini au nord, le golfe de Tolo à l'est et le golfe de Boni au sud. À l'ouest de l'île se trouve le détroit de Makassar.
Il existe quatre parcs nationaux à Célèbes : le parc national marin de Bunaken, le parc national Bogani Nani Wartabone, le parc national de Lore Lindu et le parc national de Bantimurung. Il y a aussi des réserves naturelles, comme la réserve naturelle de Tangkoko Batuangus.
Au sud-ouest de l’île, la ville principale est Makassar (renommée Ujung Pandang sous le régime de Soeharto). Après la démission de ce dernier, la ville a repris son ancien nom. Avec Manado, ville située à la pointe nord-est de l’île, elle possède un aéroport offrant des liaisons régulières avec les autres îles indonésiennes.

### Petites îles
Les îles Selayar, qui s'étendent en mer de Florès dans le prolongement de la péninsule méridionale, font administrativement partie de Célèbes. Les îles Sangihe et les îles Talaud s'étendent vers le nord à partir de la péninsule de Minahasa, tandis que Buton au sud-est et les îles Togian se trouvent dans le golfe de Tomini et que Peleng et les îles Banggai forment un groupe entre Célèbes et Maluku. Toutes ces îles font administrativement partie de Célèbes.

### Risque sismique
Le risque sismique est élevé car l'île, comme toute l'Indonésie, est située sur la ceinture de feu du Pacifique. Le séisme de 2018 à Célèbes a généré un tsunami de quatre à six mètres de haut et tué environ 4300 personnes (second séisme le plus meurtrier d'Indonésie depuis le séisme de 2009 à Sumatra), détruisant la ville de Palu et faisant des dégâts importants à Donggala (en) et Mamuju. Deux autres séismes (de magnitude 6,8) ont touché l'est de l'Indonésie le 12 avril 2019 et le 15 janvier 2021.
Célèbes se trouve à la jonction triple des plaques australienne, philippine et de la Sonde. Chacun des trois bras de la jonction a subi une évolution géologique indépendante. La déformation actuelle résulte de la collision, en cours depuis le Miocène (∼5 Ma), du microcontinent Banggai-Sula et du bras Est de la jonction, accommodée par le mouvement de différents blocs continentaux. Une étude de la distribution des séismes peu profonds (< 60 km) et des mécanismes au foyer montre que :
- l'énergie élastique accumulée par la subduction des plaques est libérée, par ordre décroissant de moment sismique, le long de la fosse du Nord de Célèbes au nord, la faille inverse du détroit de Macassar à l'ouest et la faille inverse de Tolo-Buton au sud-est. Un gap sismique (en) près du centre du bras Nord représente un risque potentiel de tremblements de terre dévastateurs, alors que ceux de la faille inverse de Batui (en) présentent a priori peu de danger ;
- des mouvements de décrochement se produisent dans le système de failles du centre de Célèbes. Le séisme de Palu en 2018 (de magnitude 7,6) a relâché les contraintes sur la faille Palu-Koro, mais induit une activité sismique globale sur Célèbes. En revanche, le segment au large du nord-ouest de Sulawesi n'est sujet qu'à une faible sismicité, peut être parce qu'il est trop éloigné pour être affecté par le mouvement relatif rapide des blocs Macassar et Sula-Nord.

## Histoire

### Préhistoire
En 2015, des fouilles sur le site de Talepu, dans la dépression de Walanae, mettent au jour des artefacts en pierre d'un âge minimum de 194 ka (194 000 ans), bien antérieurs à la plus ancienne présence connue d'Homo sapiens dans la région (73–63 ka). En 2025, des artefacts en pierre sont trouvés sur le site voisin de Calio dans des couches sédimentaires datées d'entre 1,04 et 1,48 Ma (million d'années).

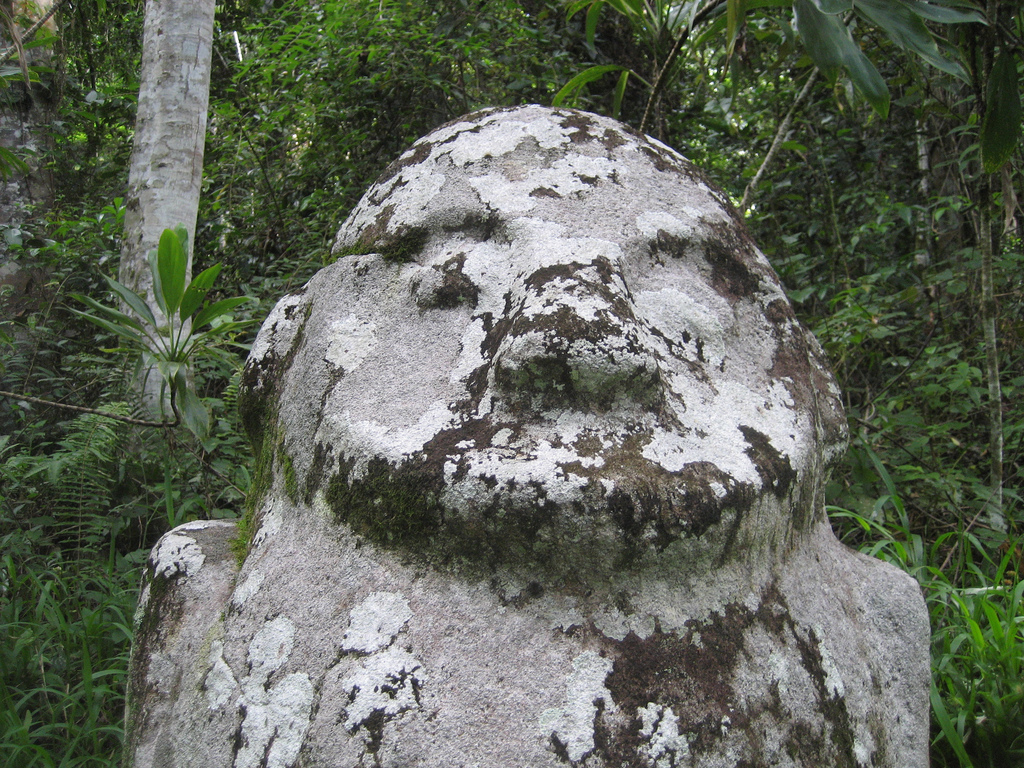
Un des mégalithes du centre de l'île.

Des grottes abritent des peintures dont certaines ont été datées de 40 000 ans,, notamment les grottes de Maros-Pangkep. Fin 2019, l'université Griffith (Australie) publie les résultats d'une datation à l'uranium-thorium sur une peinture préhistorique représentant une scène de chasse découverte en 2017 dans une grotte sur le site de Leang Bulu Sipong 4, selon laquelle cette peinture serait vieille d'au moins 43 900 ans, ce qui en ferait la plus ancienne œuvre d'art figuratif connue,.
Des fouilles effectuées dans les grottes de Leang-Leang, situées à environ une heure de route au nord de Makassar, ont révélé des traces de présence humaine qui remontent au moins à 5 000 ans (3000 av. J.-C.). Il y a 5 000 ans, des habitants du littoral de la Chine du sud commencent à traverser le détroit pour s'installer à Taïwan. Vers 2000 av. J.-C., des migrations ont lieu de Taïwan vers les Philippines. De nouvelles migrations commencent bientôt des Philippines vers Célèbes et Timor et, de là, les autres îles de l'archipel indonésien. L'arrivée des Austronésiens à Célèbes est en tout cas postérieure à l'occupation des grottes de Leang-Leang.
Le centre de l'île possède plus de 400 mégalithes de granite, que des études archéologiques ont daté de 3000 à 1300 avant notre ère. Leur taille varie de quelques centimètres à 4,5 m. Leur fonction est inconnue. Une trentaine ont une forme humaine. D'autres sont en forme de pots (Kalamba) et de plats (Tutu'na)

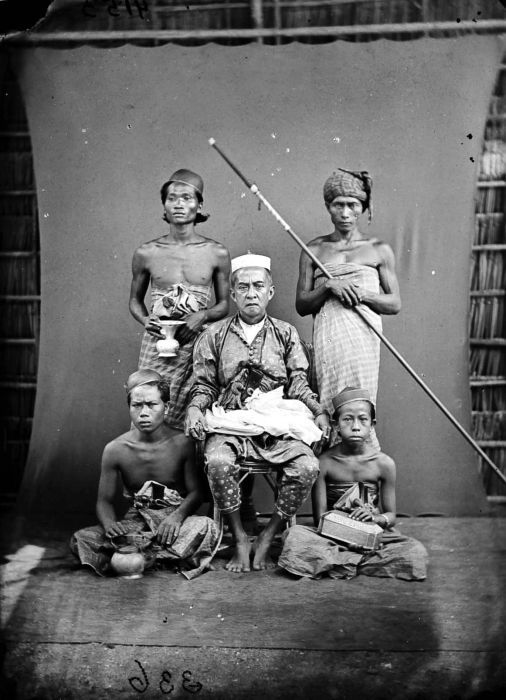
Régent avec sa suite, Maros Makassar (photo non datée).

### Période hindoue-bouddhique indonésienne
C'est dans l'ouest de Célèbes qu'a été trouvé le plus ancien objet d'art religieux d'inspiration indienne d'Indonésie, une statue de Bouddha en bronze de style Amaravati datant du IIIe ou IVe siècle.

### Présence européenne

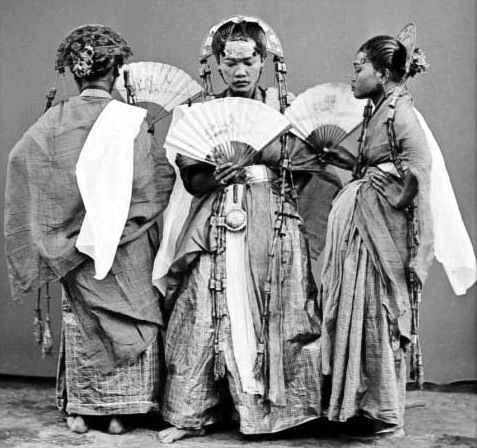
Danseuses Padjogé vers 1870.

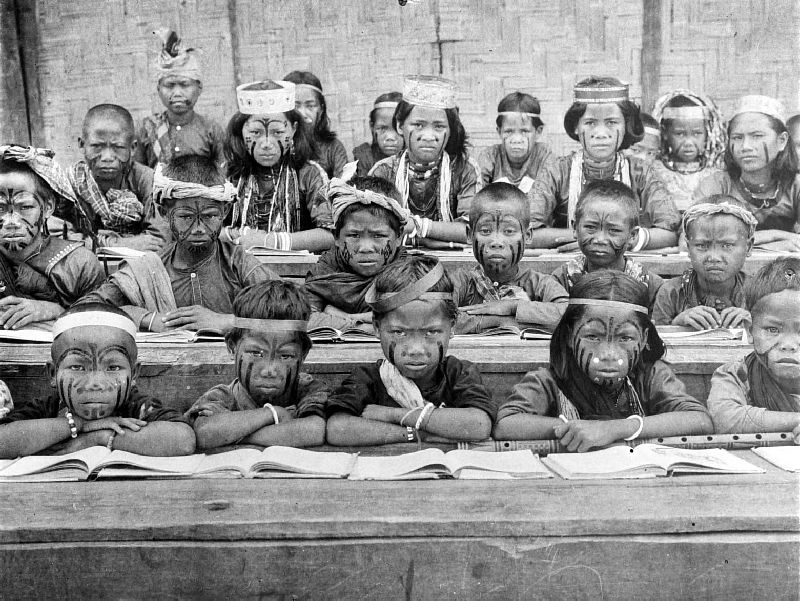
Classe d'une mission protestante à Poso (Sulawesi), date non précisée (entre 1910 et 1940) - Nationaal Museum van Wereldculturen

Les premiers Européens à visiter l'île (qu'ils prirent pour un archipel en raison de sa forme contournée) furent des marins portugais en 1525, venus des Moluques à la recherche d'or, que ces « îles » avaient la réputation de produire. Les Néerlandais arrivèrent en 1605, rapidement suivis par les Britanniques, qui établirent une manufacture à Makassar. À partir de 1660, les Néerlandais furent en guerre avec Gowa, le principal État de la côte ouest. En 1669, l'amiral Speelman obligea son maître, le sultan Hasanuddin, à signer le traité de Bongaya, qui donnait le contrôle du commerce à la Compagnie néerlandaise des Indes orientales. Les Néerlandais furent aidés dans leur conquête par le seigneur de la guerre Bugis Arung Palakka, souverain du royaume de Bone. Ils construisirent un fort à Ujung Pandang et Arung Palakka devint le maître de la région et Bone le royaume dominant. Le développement politique culturel semble avoir ralenti du fait de ce statu quo.
En 1905, l'ensemble de l'île fut intégrée aux Indes orientales néerlandaises, jusqu'à l'occupation japonaise de l'Indonésie durant la Seconde Guerre mondiale. Durant la révolution nationale indonésienne, le capitaine néerlandais Raymond Westerling y tua au moins 4 000 personnes au cours de la Campagne de Célèbes du Sud (15 décembre 1946 – 15 mars 1947). Après le transfert de souveraineté en décembre 1949, Célèbes devint un État fédéral de la république des États-Unis d'Indonésie, remplacée en 1950 par la république d'Indonésie.

### Conflits religieux
Récemment, Célèbes a été le théâtre de violences confessionnelles entre les chrétiens et les musulmans. Les incidents les plus graves ont eu lieu entre 1999 et 2001, avec une implication massive de milices islamistes comme le Laskar Jihad. Plus de mille personnes ont été tuées dans des violences, des émeutes et du nettoyage ethnique dans le centre de l'île. L'accord Malino II, signé à Malino le 13 février 2002, n'a pas mis fin à la violence. Au cours des années suivantes, les tensions et les attaques systématiques ont continué. En 2003, treize villageois chrétiens ont été tués par des tireurs masqués dans le district de Poso. En 2005, trois lycéennes chrétiennes ont été décapitées à Poso par des militants islamistes. Un message laissé près d'une des têtes aurait indiqué : « Une vie pour une vie. Une tête pour une tête. »
De nouvelles émeutes ont eu lieu en septembre 2006 dans les régions chrétiennes du centre de l'île, ainsi qu'ailleurs en Indonésie, après l'exécution par arme à feu de Fabianus Tibo, Dominggus da Silva et Marinus Riwu, trois catholiques condamnés pour avoir dirigé des militants chrétiens au cours des violences du début du XXIe siècle. Leurs partisans ont déclaré que les musulmans qui avaient participé aux violences avaient pour leur part bénéficié de sentences légères, qu'aucun n'avait été condamné à mort et que le gouvernement avait appliqué une double mesure. Ces émeutes ont été dirigées contre les autorités, et non contre les musulmans.

## Administration

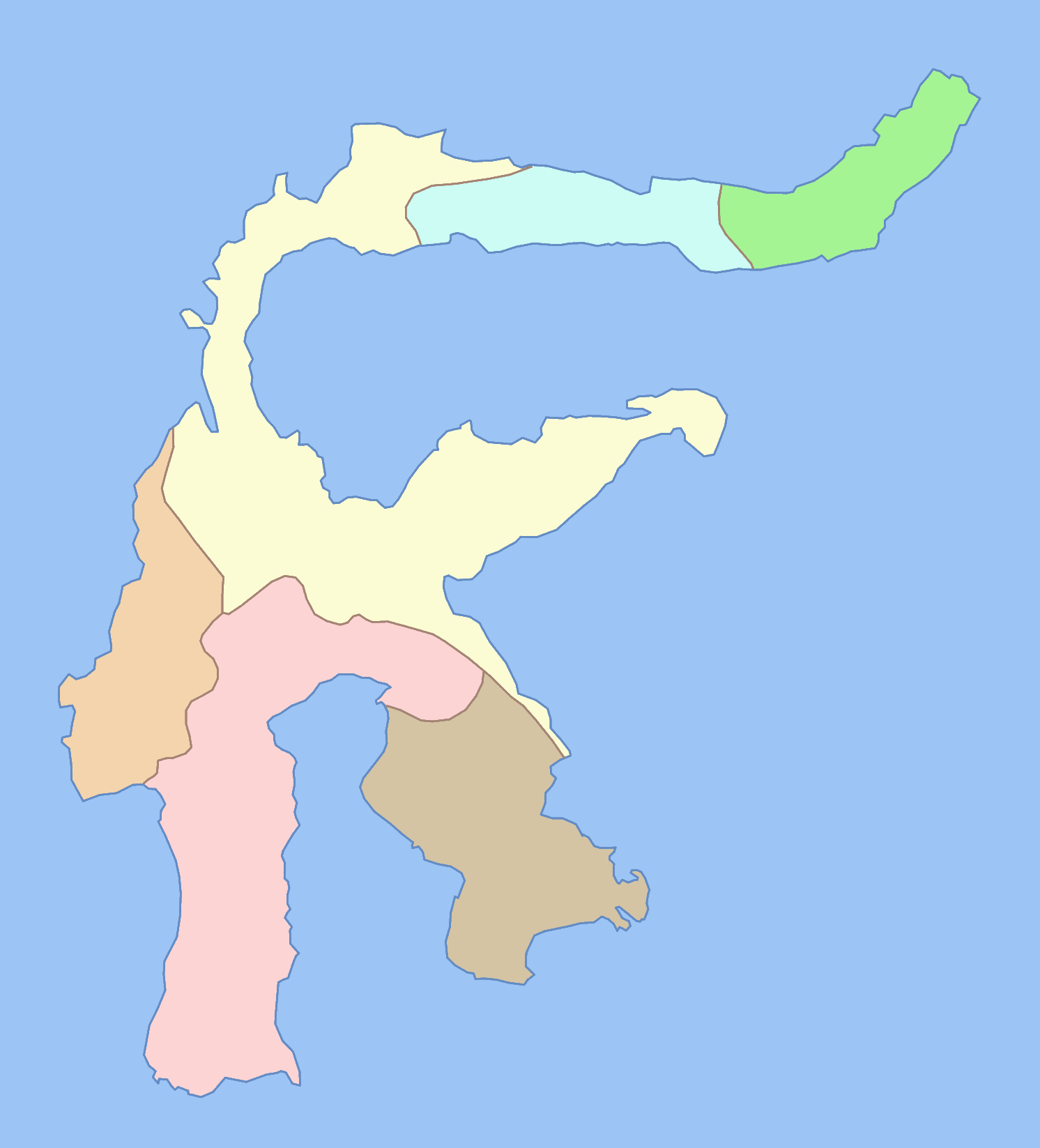
Carte du découpage administratif en provinces de Sulawesi.

Célèbes est divisée en six provinces (légende des couleurs sur la carte ci-contre) :
1. Sulawesi du Nord (vert) ;
2. Gorontalo (bleu clair) ;
3. Sulawesi central (jaune) ;
4. Sulawesi occidental (beige) ;
5. Sulawesi du Sud (rose) ;
6. Sulawesi du Sud-Est (marron).

## Démographie
Linguistiquement, Célèbes est très diversifiée. Avec 114 langues répertoriées, le rameau des langues célèbiques est l'un des plus importants de la branche malayo-polynésienne des langues austronésiennes.
Les principales langues parlées sont le gorontalo et le minahasa dans le nord de l'île, le pamona dans le centre, le mandar dans l'ouest, le buginais, le makassar et le toraja dans le sud et le buton dans le sud-est.
Les principaux groupes ethniques de Célèbes sont les différents groupes minahasa et les Gorontalos dans la partie nord, les Bugis, les Makassars et les Torajas dans la partie sud.
La population de l'île selon le recensement de 2010 serait d'un peu plus de 17,3 millions de personnes avec un taux de croissance moyen supérieur à la moyenne nationale[réf. nécessaire].

## Langues et cultures

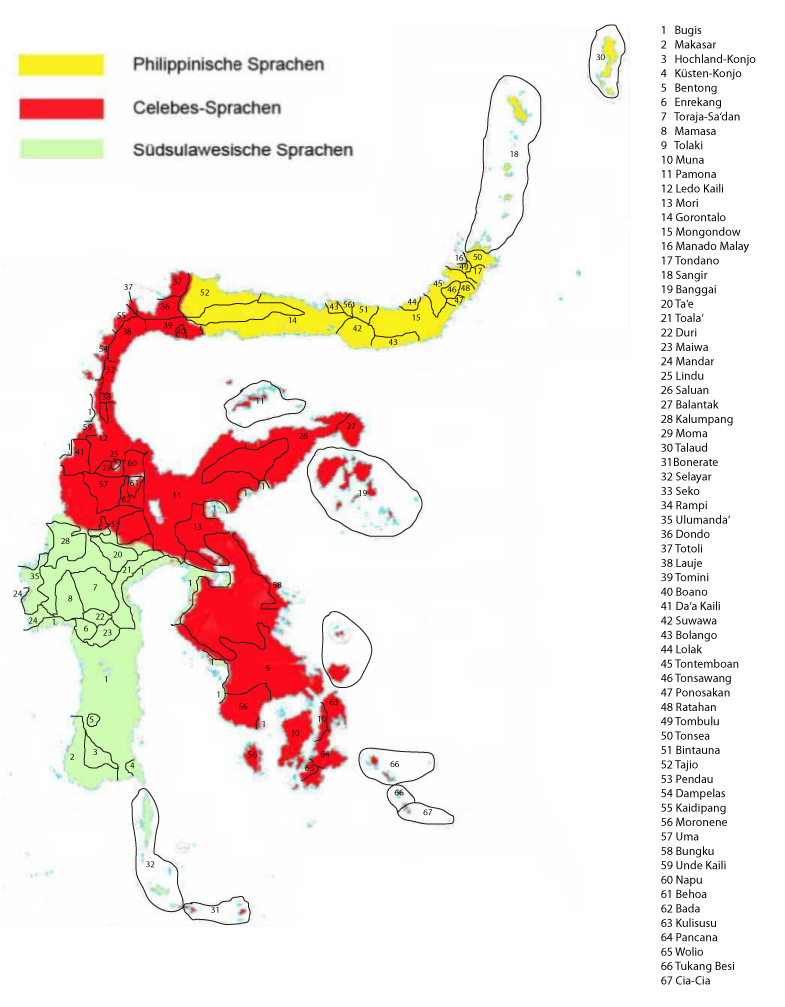
Les groupes linguistiques de Sulawesi.

On répertorie 114 langues parlées à Célèbes. Elles se répartissent en trois groupes :
- les langues philippines ;
- les langues célèbiques ;
- les langues sulawesi du Sud.

Célèbes possède une grande diversité linguistique, ethnique et culturelle :
- Sulawesi central avec la vallée de Bada ;
- la province de Sulawesi occidental est le pays des Mandar qui ont une tradition maritime. Chaque année en août, se tient une course de bateaux traditionnels, la Sandeq Race ;
- Sulawesi du Sud : outre la destination internationalement connue du pays toraja, on peut visiter les pays bugis, ammatoa et konjo.

L'île possède aussi de nombreux sites de plongée sous-marine.

### Filmographie
- Vivre ou mourir à Dongi-Dongi, film documentaire de Daniel Serre, France, 2009, 55 minutes